# マーターズ
『マーターズ』（原題: Martyrs）は、2008に公開されたフランスとカナダのスプラッター映画。

## ストーリー
1970年代初頭のフランスで、少女リュシーは、廃墟となった食肉処理場で何者かによる長期間に及ぶ監禁・拷問・虐待の末、自力で脱出した。彼女は施設に預けられ、そこで知り合ったアンナの支えにより心の傷を癒してゆくが、リュシーは「彼女」と呼ばれる怪物に傷つけられ続けることに悩んでいた。15年後、平和な4人家族の朝食に、リュシーが突如訪れショットガンで家族を虐殺する。犯行直後、アンナを電話で呼び出したリュシーは「この両親が自分を監禁していた犯人であったこと。新聞で長女の水泳大会入賞の記事によりそれを発見したこと」を告げる。その直後、「彼女」が現れてリュシーを襲うが、アンナには自傷行為をするリュシーしか見ることができない（「彼女」は過去のトラウマによりリュシーが作り出した想像上の怪物だったのだ）。そしてリュシーは「彼女」に襲われて（自身の首をナイフで掻き切り）絶命する。
嘆くアンナは、偶然地下室で監禁・拷問されていた女性を発見し介抱するが、突然、武装した兵士が現れて、彼女を銃殺する。マドモアゼルと呼ばれるリーダーの老婆が現れて「自分たちは宗教団体で、リュシーの他にも多くの女性を監禁・虐待してきたこと。その目的は女性を長期間にわたり暗闇で拷問し続けることによって、多くは死亡、発狂してしまうが、ごく稀に死後の世界が見える人間がいる」ことを告げる。
アンナは連れ去られて、宗教団体で監禁、拷問を受けることとなる。全身の皮を剥がされるなど長期間による拷問の末、アンナにはリュシーが見えるようになり、殉教者（マーターズ）となった。殉教の果てに何を見たのか？ アンナはマドモワゼルに耳打ちする（観客は聞き取ることができない）。
舞台は変わり、アンナが見た「死後の世界」の真相を聞くために、山奥の一軒家に宗教団体のメンバーが集まる。これまで殉教に達した人間は4人。死後の世界について言い残したのはアンナが初めてであった。発表直前にマドモワゼルは部下の「死後の世界は実在するのか？」の質問に「死後の世界は実在する」と答え、「疑いなさい」という言葉を残し拳銃で自殺をする。

## キャスト

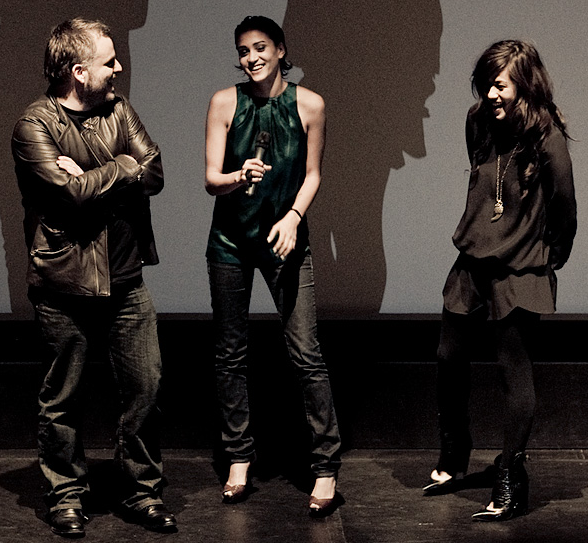
左から監督のパスカル・ロジェ、モルジャーナ・アラウィ、ミレーヌ・ジャンパノイ（2008年9月11日、トロントのRyerson Theatreでの舞台挨拶）。

- モルジャーナ・アラウィ（英語版）：アンナ
- ミレーヌ・ジャンパノイ（英語版）：リュシー
- カトリーヌ・ベジャン（フランス語版）：マドモアゼル
- ロバート・トゥーパン（フランス語版）：父親
- パトリシア・テューレーン（フランス語版）：母親
- ジュリエット・ゴスラン（フランス語版）：マリー
- グザヴィエ・ドラン：アントワーヌ
- ジャン＝マリー・モンスレー（フランス語版）：エチエンヌ
- エリカ・スコット：10歳のアンナ
- ジェシー・ファン：10歳のリュシー
- イザベル・シャス：創造物
- アニエ・パスカル：女性執行人
- マイク・シュート：男性執行人（ミシェル）
- ガエル・コーエン：手の女性

## スタッフ
- 監督：パスカル・ロジェ（英語版）
- 特殊メイク：ブノワ・レスタン
- キャスティング：ヘレネ・ルース
- プロダクション・デザイン：ジャン＝アンドレ・カリエール

## リメイク
2015年にケヴィン・ゴーツとマイケル・ゴーツ監督、主演はベイリー・ノーブルとトローヤン・ベリサリオで本作のハリウッドリメイク版が製作された。2015年10月のシッチェス映画祭で初上映され、日本では2016年1月に公開された。